# Shortia sinensis
Shortia sinensis là một loài thực vật có hoa trong họ Diapensiaceae. Loài này được Hemsl. miêu tả khoa học đầu tiên năm 1899.